# Dehahna
Dehahna (în arabă دھاھنة) este o comună din provincia M'Sila, Algeria.
Populația comunei este de 6.697 de locuitori (2008).